# Anna Politkovskaja
Anna Stepanovna Politkovskaja (russisk: Анна Степановна Политковская, tr. Anna Stepanovna Politkovskaja; født 30. august 1958 i New York City, USA, død 7. oktober 2006 i Moskva, Den Russiske Føderation) var en uafhængig russisk journalist. Hun var stærkt systemkritisk, og havde gentagne gange kritiseret Ruslands overtrædelser af menneskerettighederne.
Anna Politkovskaja afsluttede sin journalistuddannelse på Moskvas statsuniversitet i 1980. Hun var indtil sin død korrespondent på den halvugentlige avis Novaja Gazeta i Moskva. Hun var især kendt for sin dækning af de to krige i Tjetjenien 1994-1996 og 1999-.
Hun blev efter eget udsagn forgiftet på vej til Tjetjenien, hvor hun skulle dække terrorangrebet i Beslan, hvor tjetjenske terrorister havde taget over 1000 gidsler til fange. Trods alvorlige symptomer kom hun sig, mens vicechefdirektøren på Novaja Gazeta, der ledsagede hende, døde af forgiftningen.
Politkovskaja har fået flere internationale priser, herunder fra PEN og Amnesty International. I 2005 fik hun den svenske Olof Palme Pris for sin kamp for menneskerettigheder i Rusland.
Hun blev skudt 7. oktober 2006 omkring kl. 02:30 (dansk tid) i en beboelsesejendom i Moskva. Ved siden af hendes lig, der blev fundet i en elevator, fandt man en pistol og fire kugler.

## Udgivelser
- Putins Rusland – når magt korrumperer, Høst & Søn 2005, ISBN 87-638-0135-3
- Russisk dagbog, Høst & Søn 2007, ISBN 978-87-638-0633-6